# Герб Росії

Проект державного герба Росії, скоригованого відповідно до правил геральдики та історичних традицій

Герб Російської Федерації, Держа́вний герб Росі́йської Федера́ції (рос. Государственный герб Российской Федерации) — один з державних символів РФ, являє собою зображення золотого двоглавого орла, розміщеного на червоному геральдичному щиті французького зразка; над орлом — три історичні корони Петра I (над головами — дві малі і над ними — одна більшого розміру); у лапах орла — скіпетр та держава; на грудях орла — герб Москви (на червоному щиті святий Георгій, що уражає списом дракона). Затверджений 20 грудня 2000.
Три корони уособлюють імператорську владу, так само як і скіпетр із державою. Дві голови уособлюють світську та церковну владу.
Двоглавий орел був прийнятий як державний герб у 1472 році після одруження великого князя Івана III з Софією Палеолог, племінницею останнього візантійського імператора Костянтина XI, як символ передачі спадщини Візантії Великому князівству Московському (двоглавий орел був символом Палеологів — імператорської династії Візантії). Упродовж XV—XX століть двоглавий орел залишався державним гербом Московського князівства та Російської імперії, зазнаючи при цьому численних трансформацій зовнішнього виду. У радянський період був замінений радянською символікою. 30 листопада 1993 року президентським указом двоглавий орел був відновлений як державний герб Росії. 20 грудня 2000 року двоглавий орел у сучасному вигляді був затверджений законом.

## Історія

### Герб Московського царства

Печатка Олександра Невського (після 1236 року)

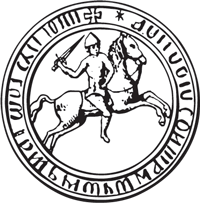
Печатка Великого князя Московського Василя І. Кінець XIV ст.

#### Вершник
Наприкінці XIV століття на печатках князів Північно-Східної Русі з'являється зображення вершника. Так, згідно з європейською традицією, володарі країн та земель зображували себе у вигляді кінного лицаря. При збереженні ідеї самовираження феодала, виникає багато модифікацій зображення: — вершник з мечем; — вершник зі списом; — вершник з мечем та переможеним ворогом у вигляді змія під ногами коня; — вершник зі списом та змієм. Щит на даних зображеннях відсутній, оскільки власних гербів князі не мали і зображувати на щиті було нічого. Поступово виділилася Московська династія, яка закріпила за собою як герб вояка, що вражає списом змія. Це був символ перемоги Великого князя над лютим ворогом (змій — знак кочовиків-нападників). За тривалого становлення у Московії геральдичної традиції, «лицар» аж до 1730 року трактувався як «государь». Оскільки, згідно з геральдичною традицією, на гербі не можна зображувати конкретну людину (за винятком святих), то гербоподібне зображення государя на державних печатках не можна вважати гербом. Лише 8 березня 1730 року уряд Росії офіційно почав тлумачити вершника Москви як «Георгія Побідоносця» (при цьому такий атрибут святих як німб на гербі не закріпився). Саме з цього часу гербоподібна емблема Московського царства стала гербом.

#### Двоголовий орел

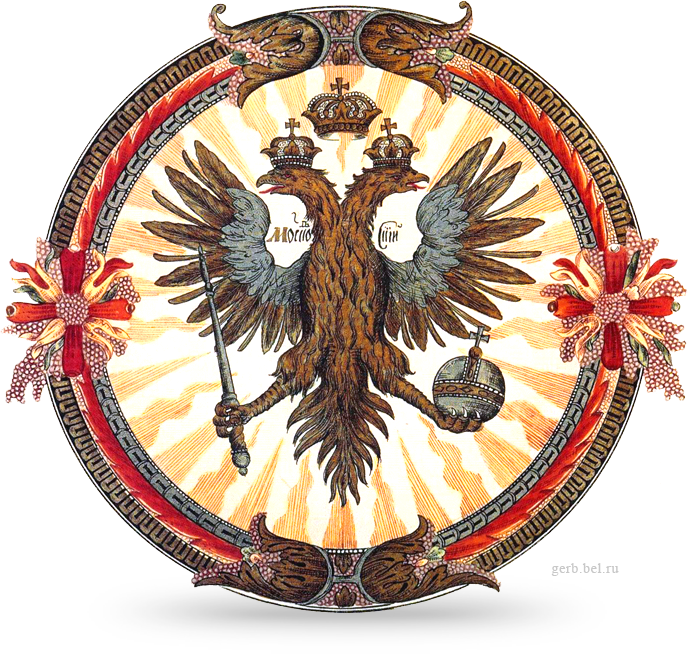
«Герб Московський» з Титулярника, 1672

На печатці Івана III Великого спочатку був змальований вершник — символ Москви і всього Московського князівства. Двоголовий орел був прийнятий державним символом після його вінчання з Софією (Зоєю) Палеолог, небогою останнього імператора Візантії Констянтина Палеолога, в 1472-му році. В кінці століття зображення позолоченого двоглавого орла на червоному полі з'явилися на стінах Гранатової палати Кремля.
За Івана Грозного 1562 року на грудях орла царської печатки вперше з'являється щиток із вершником. З 1562 року в щитку на грудях орла почав з'являтися одноріг. Він присутній на печатці Івана IV, Бориса Годунова, Лжедмитрія І, Михайла Федоровича, Олексія Михайловича. Очевидно, єдиноріг був більш геральдичним символом ніж самовияв царя на коні.
За Федора Івановича поміж голів орла з'явився православний хрест на Голгофі.
На печатці Лжедмітрія (1604) орел вперше був змальований під трьома коронами, а вершник на грудях орла був повернений в праву геральдичну сторону. Проте після Лжедмітрія поворот вершника був знов змінений, а над головами орла ще довго зображалися дві корони (у апокаліптичних розділах Біблії була згадка про триголову тварину диявола із трьома коронами). У 1625 році за Михайла Федоровича на малій державній печатці між голів орла з'явилася третя корона. На Великій державній печатці царя Олексія Михайловича, сина Михайла Федоровича, те ж саме було зроблене в 1645 році.
27 березня 1654 року в дарованій грамоті Богдану Хмельницькому в лапах орла вперше з'явилися скіпетр і держава. Певний час орел був триголовим (це мало уособлювати Велику, Малу і Білу Русь). У 1667 році скіпетр і держава з'явилися вже на державній печатці царя Олексія Михайловича. Олексій Михайлович же 4 червня 1667 року вперше дав офіційне пояснення символіки трьох корон — три царства: Казанське, Астраханське, Сибірське. 14 грудня 1667 року з'явився перший в історії Указ про герб («Про титул царський та про державну печатку»), в ньому описувався царський герб:
|  | «Орел двоєглавий є герб державний Великого Государя, Пануючи і Великого Князя Олексія Михайловича всього Велика і Мала і Белия Росії самодержавца, Його Царської Величності Російського царювання, на якому три корони змальовано що знаменують три великі Казанське, Астраханське, Сибірське славні царства. На персях зображення спадкоємця; у пазноктях скіпетр і яблуко, і виявляє милостивого Государя, Його Царської Величності Самодержавца і Володаря». |

У 1672 році був складений перший московський гербовник «Тітулярник». Двоглавий орел (без вершника на грудях) в нім іменувався гербом «Московським». Колір орла в допетровську епоху був в основному золотим, хоча використовувалися різні варіанти: чорний, срібний.

### Герб Російської імперії
Великий державний герб Російської Імперії (1882) мав такий вигляд. У золотому щиті французького типу візантійський чорний двоглавий орел, коронований двома імператорськими коронами, над якими така ж, але у великому виді, корона, із двома кінцями стрічки, що розвіваються, андріївського ордена. Орел тримає золоті скіпетр та державу. На грудях орла герб московський («московська погоня»): у червоному з золотими краями щиті св. Георгій, у срібному озброєнні та лазуровий мантії, на срібному, вкритому багряною тканиною з золотою бахромою, коні, що вражає золотого, із зеленими крилами, дракона золотим, з восьмикінцевим хрестом нагорі, списом. Щит увінчаний шоломом новгородського князя Олександра Невського. Намет чорний із золотом. Навколо щита ланцюг ордена Св. Апостола Андрія Первозваного; по сторонах зображення святих Архістратига Михаїла, символу Київської Русі, та Архангела Гавриїла, символу доброї звістки і мессіанства.
 Presented drawing of Artist Igor Barbe, 2006, «Greater Coat of Arms of the Russian Empire» 1882—1917 [Архівовано 2 жовтня 2014 у Wayback Machine.] 
Покров золотий, коронований імператорською короною, всипаний двоголовими орлами і підкладений горностаєм. На ньому червлений напис: «Съ Нами Богъ!» («З нами Бог»). Над покровом — державна корогва, з восьмикінцевим на древку хрестом. Полотнина державної корогви золота; на ній зображення малого державного герба, але без навколишніх дев'яти щитів. Головний щит знизу оточують дев'ять щитів, увінчаних приналежними їм коронами (по-ступенево, зліва направо): герб царства Казанського, герб царства Астраханського, герб царства Польського, герб царства Сибірського, герб царства Херсонеса Таврійського, герб царства Грузинського, з'єднані герби великих князівств: Київського, Владимирського і Новгородського, герб великого князівства Фінляндського, родовий герб імператора.
Над покровом головного щита містилися шість щитів: з'єднаних гербів князівств та областей Великоросійських, з'єднаних гербів князівств та областей Південно-Західних, з'єднаних гербів князівств та областей білоруських та литовських, з'єднаних гербів областей прибалтійських, з'єднаних гербів північно-східних областей, герб Туркестану.
Малий герб російської імперії повторює центральний елемент великого гербу, але без геральдичного щита, навколо гербу Москви розташований ланцюг Андріївського ордену, на крилах орла розташовані герби земель, що входили до складу Російської імперії (на лівому крилі — герби царства Астраханського, царства Сибірського, царства Грузинського, великого князівства Фінляндського; на правому крилі — герби царства Казанського, царства Польського, царства Херсонеса Таврійського, з'єднані герби великих князівств: Київського, Владимирського і Новгородського).

### Герб Росії 1917—1919 років

Герб Російської республіки 1917

Державний герб Російської республіки — офіційна емблема Російської республіки. У 1917 році після зречення влади російського імператора Ніколая ІІ, постало питання про новий державний герб Росії. 8 березня 1917 року російський геральдист В. Лукомський запропонував в листі міністрові закордонних справ П. Мілюкову залишити як герб Росії двоглавого орла, позбавивши його монархічних атрибутів. Питання обговорювалося і в комісії при Виконкомі Ради робочих і солдатських депутатів у справах мистецтв (до складу комісії входили А. М. Горький, І. Я. Білібін, В. К. Лукомський, О. М. Бенуа, М. К. Реріх). 21 березня 1917 року міністр-голова Тимчасового уряду князь Г. Львов і міністр закордонних справ П. Мілюков затвердили ескіз герба для печатки Тимчасового уряду, виконаний художником Іваном Білібіним. На малюнку був змальований двоглавий орел без корон, скіпетра, держави і інших регалій, що нагадував за своїм виглядом орла з печатки Івана III. Сенат 7 квітня 1917 року за доповіддю міністра закордонних справ розпорядився опублікувати малюнок нової печатки в «Збірнику узаконень і розпоряджень Уряду». Герб офіційно не затверджувався, само собою малося на увазі, що зображення на державній печатці і є герб.
Під час революційних подій лютого 1917 року вже широко використовувався червоний прапор. Випускалися, наприклад, значки, що змальовували двоглавого орла з двома червоними прапорами.
На печатці Тимчасового уряду зображався такий же орел, а під ним у віньєтці будівля Таврійського палацу. По периметру печатки йшов напис: «РОСІЙСЬКИЙ ТИМЧАСОВИЙ УРЯД».
Таке зображення продовжували використовувати і після Жовтневої революції, аж до прийняття нового радянського герба 24 липня 1918 року.

### Герб Російської РФСР
На перших проектних варіантах герба РРФСР замість серпа був змальований меч. Згідно з Бонч-Бруєвічем, Ленін особисто наказав змінити герб, сказавши: «меч — не наша емблема.»
- Герб вперше був описаний в конституції РРФСР 1918 року:

|  | герб Російської Соціалістичної Федеральної Радянської Республіки складається із зображень на червоному фоні в променях сонця золотих серпа і молота, поміщених навхрест рукоятками донизу, оточених вінцем з колосся і з написом: «Російська Соціалістична Федеральна Радянська Республіка» і «Пролетарі всіх країн, з'єднуйтеся!» |

- С 1920 роки на щиті почали поміщати скорочену назву держави: «Р. С. Ф. С. Р.».
- У 1954 році згідно з новими правилами орфографії з абревіатури «Р. С. Ф. С. Р.» було прибрано крапки.
- У 1978 році над щитом було додано п'ятипроменеву червону зірку.

Державний герб Російської Радянської Федеральної Соціалістичної Республіки є зображення серпа і молота на червоному фоні, в променях сонця і в обрамленні колосів, з написом: «РРФСР» і «Пролетарі всіх країн, з'єднуйтеся!». У верхній частині герба — п'ятипроменева зірка.

### Герб Російської Федерації
Після перейменування РРФСР в Російську Федерацію 25 грудня 1991 року країна продовжувала використовуватися старий герб. 21 квітня 1992 року напис «РРФСР» був змінений на «Російська Федерація». 6 грудня 1993 року, з метою відновлення історичної символіки Російської держави і зважаючи, що Державний герб РРФСР втратив своє символічне значення, вступило в дію, затверджене Указом Президента Росії, Положення про Державний герб Російської Федерації.

## Галерея

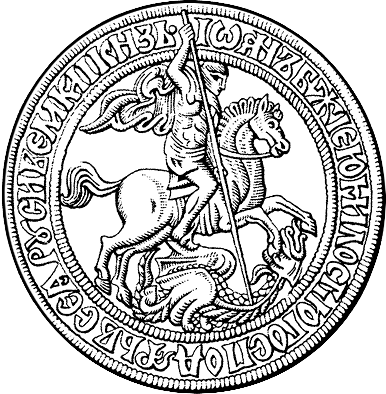
Файл:Seal_of_Ivan_3_–_Eagle_1472.pngПечатка Івана III (1497)
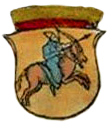
Файл:Coat_of_Arms_of_Moscovia.pngГерб Московії на «Carta Marina» (1539)
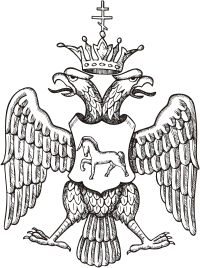
Файл:Russian_coa_1582_grozny.pngОрел з печатки Івана IV (1582)
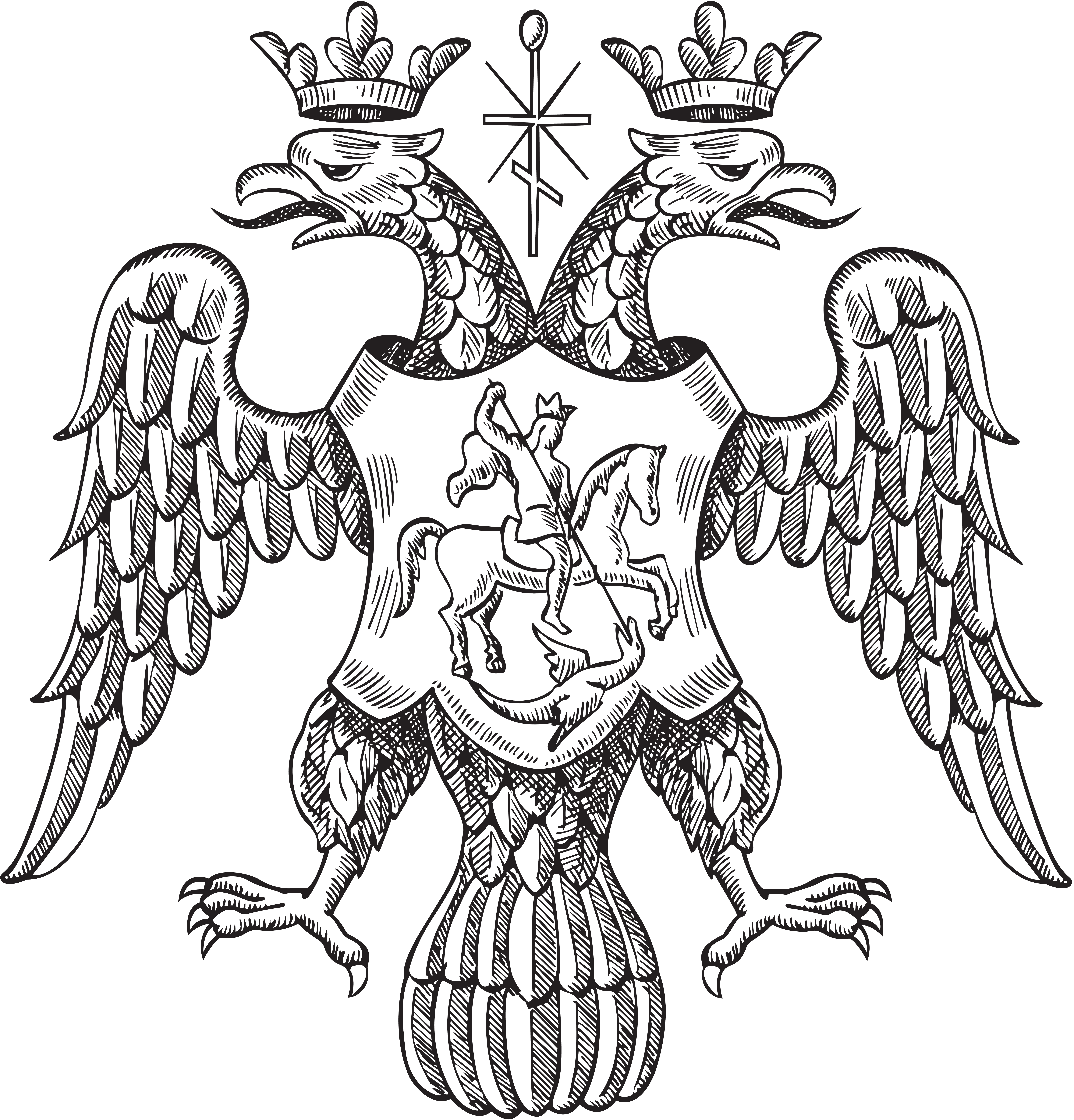
Файл:Russian_coa_1589_grozny.pngОрел з печатки Івана IV (1589)
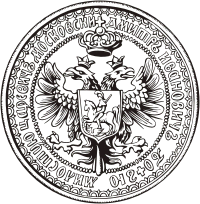
Файл:Russian_coa_1605_lzhe.pngПечатка Дмитра І (1605)
Файл:Russian-coat-arm-1667.svgОрел з печатки царя Олексія Михайловича (1667)
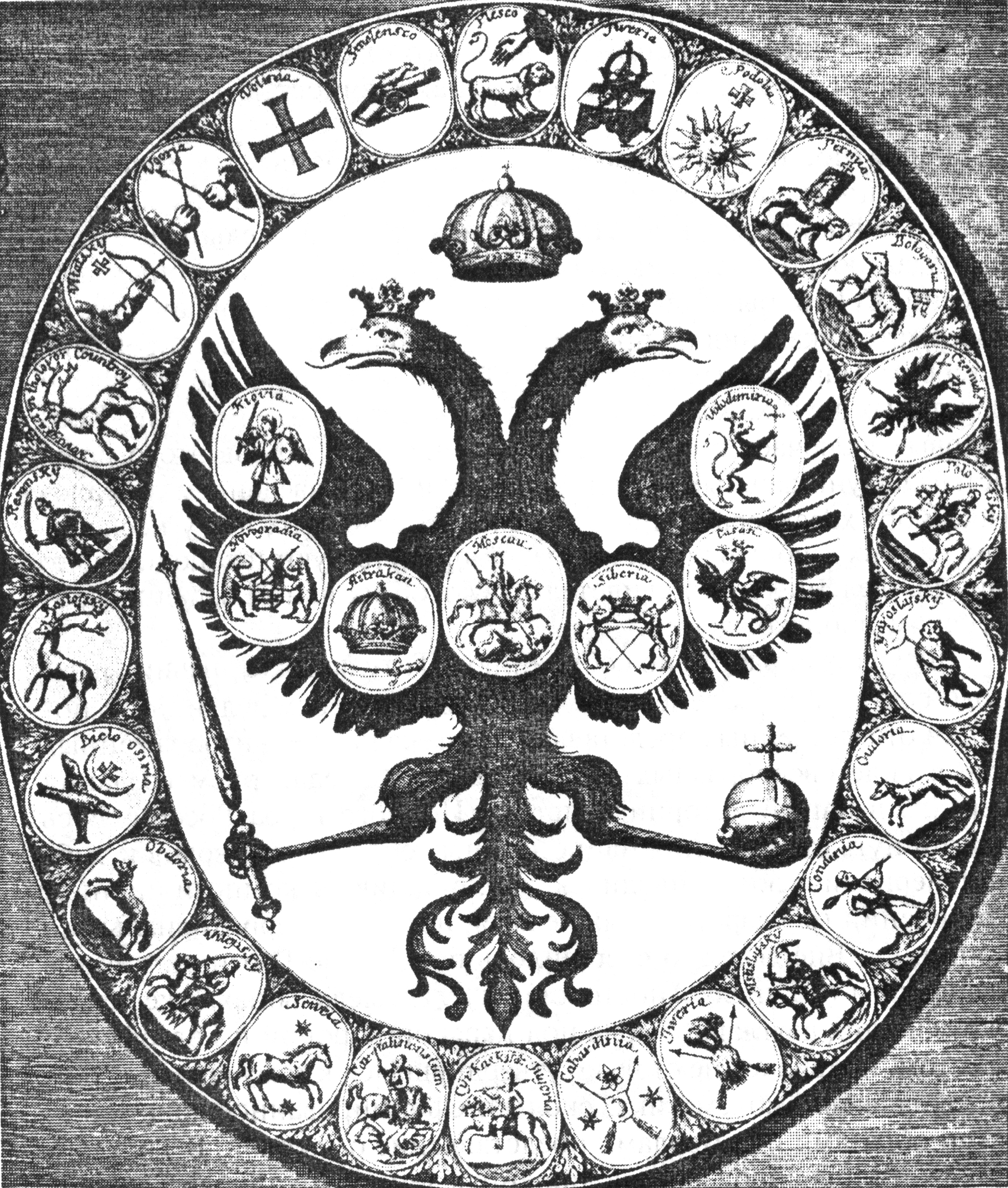
Файл:Russian_coa_1699_korb.jpgГерб Московії в щоденнику І.Ґ.Корба (1699)
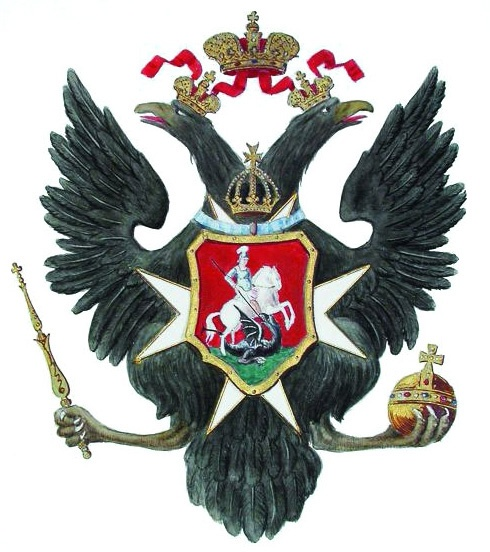
Файл:Russian_COA_1796_a.jpgГерб Російської імперії з Мальтійським хрестом (1800)
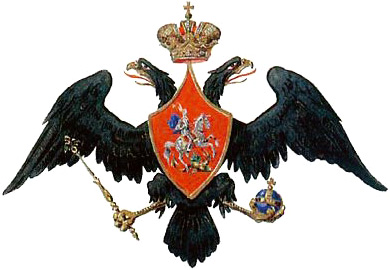
Файл:Russian_COA_1825—55_B.jpgГерб Російської імперії (1825)
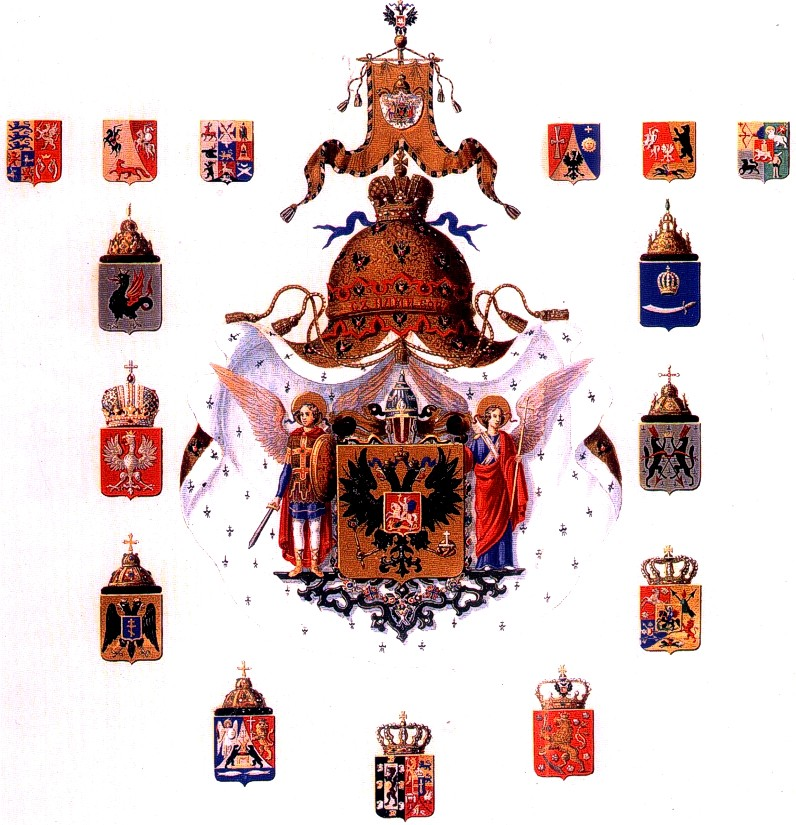
Файл:Russian_Coat_of_Arms_1857.pngВеликий герб Російської імперії (1857)
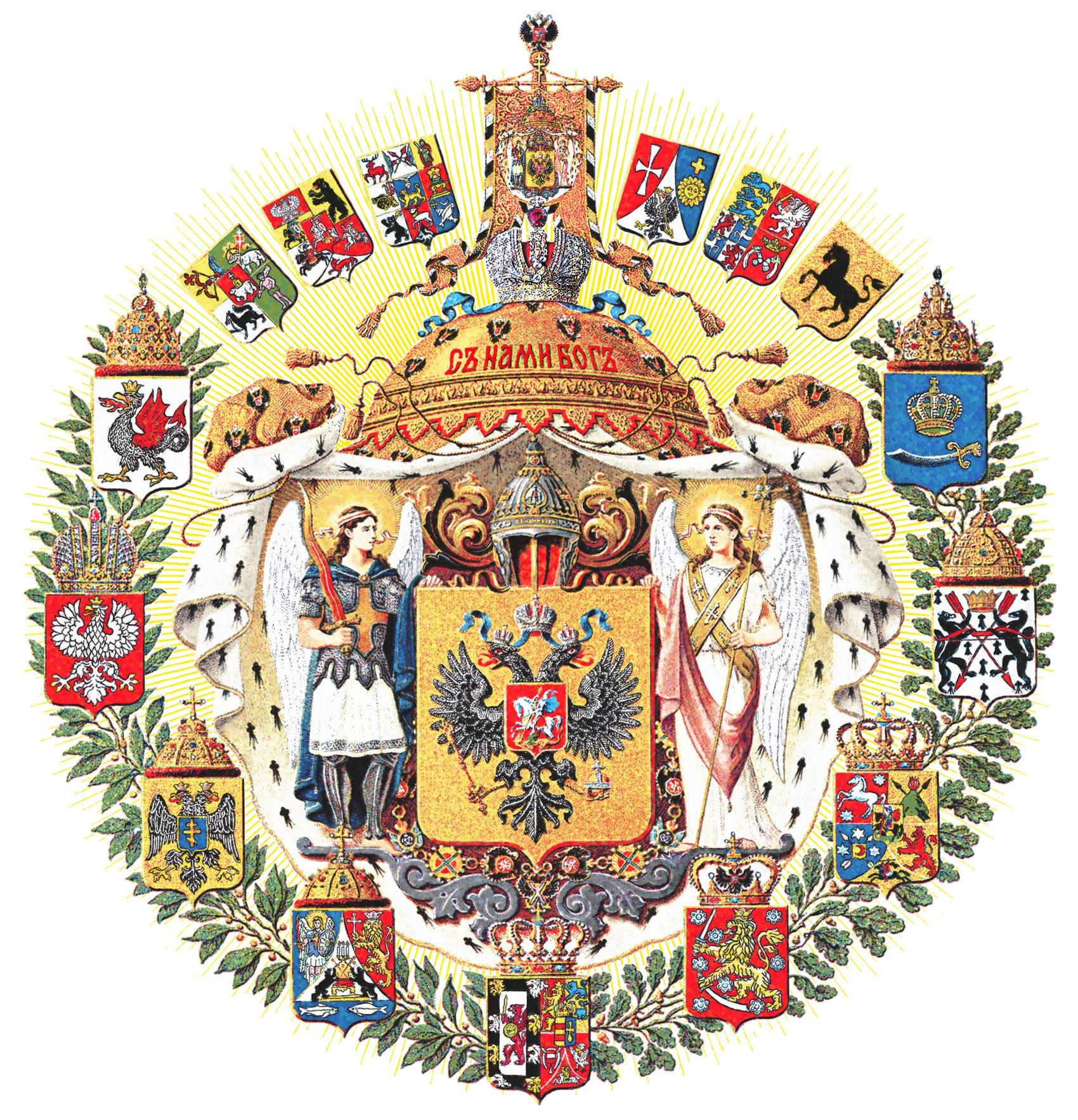
Файл:Greater_Coat_of_Arms_of_the_Russian_Empire_1700x1767_pix_Igor_Barbe_2006.jpgВеликий герб Російської імперії (1882)
Файл:Sred_gerb_ru.svgСередній герб Російської імперії (1883)
Файл:Lesser_Coat_of_Arms_of_Russian_Empire.svgМалий герб Російської імперії (1883)
Файл:Russian_coa_1917.svgГерб Російської республіки за правління Тимчасового уряду (1917)
Файл:Emblem_of_the_Russian_SFSR_(1918-1920).svgГерб Російської РФСР (1918—1920)
Файл:State_Emblem_of_the_Soviet_Union.svgГерб Радянського Союзу (1956—1991)
Файл:Emblem_of_the_Russian_Federation_(1992-1993).svgГерб Російської Федерації (1992-1993)
Файл:Coat_of_Arms_of_the_Russian_Federation.svgГерб Російської Федерації (1993—)